# UNAMIS
De United Nations Mission in Sudan (UNAMIS) was een politieke VN-missie in Soedan die werd ingesteld op 11 juni 2004 op verzoek van de Veiligheidsraad op aanbeveling van de secretaris-generaal van de VN middels resolutie 1547 van de Veiligheidsraad van de Verenigde Naties.

## Mandaat
Het mandaat van de missie was om de internationale waarnemingsmissie die in het Naivasha-Akkoord van 25 september 2003 was vooropgesteld voor te bereiden, alsook een vredesoperatie voor te bereiden die zou volgen na de ondertekening van een vredesakkoord.
De eerste speciale vertegenwoordiger van de VN voor Soedan en hoofd van de missie was Jan Pronk. Op 24 maart 2005 ging UNAMIS middels resolutie 1590 van de Veiligheidsraad van de Verenigde Naties over in United Nations Mission in Sudan (UNMIS).